# Адміністративне судочинство
Адміністрати́вне судочи́нство — діяльність адміністративних судів щодо розгляду і вирішення адміністративних справ у порядку, встановленому Кодексом адміністративного судочинства України. Змістом адміністративного судочинства є здійснення правосуддя в адміністративних справах шляхом розв'язання публічно-правових спорів.
Завданням адміністративного судочинства є справедливе, неупереджене та своєчасне вирішення судом спорів у сфері публічно-правових відносин з метою ефективного захисту прав, свобод та інтересів фізичних осіб, прав та інтересів юридичних осіб від порушень з боку суб'єктів владних повноважень.

## Запровадження адміністративного судочинства в Україні
Поступове запровадження адміністративної юстиції в Україні було передбачене Концепцією судово-правової реформи, затвердженою постановою Верховної Ради України 28 квітня 1992 року: починаючи зі спеціалізації суддів і утворення спеціалізованих судових колегій і закінчуючи створенням вертикалі адміністративних судів.
Після закріплення Конституцією України 1996 року універсального правила на оскарження в суді рішень, дій чи бездіяльності органів державної влади, органів місцевого самоврядування, їхніх посадових і службових осіб та поширення юрисдикції судів на всі правовідносини, які виникають у державі, створення вертикалі адміністративних судів стало очевидним. Але для започаткування створення системи адміністративних судів знадобилося майже десять років.
Створення системи адміністративних судів з метою повноцінного судового захисту прав і свобод громадян у сфері публічно-правових відносин передбачено також Концепцією адміністративної реформи в Україні, схваленої Президентом України у 1998 році.
На законодавчому рівні вперше це було визначено Законом України «Про судоустрій України», прийнятим Верховною Радою України 7 лютого 2002 року. Закон не тільки визначив місце адміністративних судів в системі судів загальної юрисдикції, а й установив трирічний строк для їх створення.
На виконання положень зазначеного Закону 1 жовтня 2002 року Президент України підписав Указ про утворення Вищого адміністративного суду України.
Далі процес створення адміністративних судів продовжився Указом Президента України від 16 листопада 2004 року «Про утворення місцевих та апеляційних адміністративних судів, затвердження їх мережі та кількісного складу суддів», відповідно до якого в Україні створено 7 апеляційних (66 суддів) та 27 окружних (215 суддів) адміністративних судів. Таким чином, система адміністративних судів створювалась, починаючи з вищих ланок.
Фундаментальним етапом становлення системи адміністративної юстиції стало прийняття 6 липня 2005 року Кодексу адміністративного судочинства України (КАСУ), який набрав чинності з 1 вересня 2005 року.
Закон України «Про судоустрій і статус суддів» від 7 липня 2010 р. нарівні з загальною і господарською ланками судочинства передбачив систему адміністративних судів.
15 грудня 2017 року набрала чинності нова редакція КАСУ.

## Система адміністративного судочинства
Система адміністративного судочинства побудована наступним чином.
Судами першої інстанції є:
по-перше, неспеціалізовані місцеві загальні суди. Вони поряд з адміністративними справами розглядають цивільні і кримінальні справи. Це районні, міські, районні у містах та міськрайонні суди;
по-друге, окружні адміністративні суди.
Місцеві загальні суди і окружні адміністративні суди є судами першої інстанції та не підпорядковані одне одному.
Апеляційною інстанцією (тобто інстанцією, яка переглядає судові рішення, які не набрали законної сили) для місцевих загальних судів та окружних адміністративних судів є апеляційні адміністративні суди. Вони створюються на територіях, що складаються з декількох областей.
Вищою судовою інстанцією, касаційною інстанцією (переглядає судові рішення адміністративних судів першої інстанції та апеляційних адміністративних судів) в адміністративних справах є Верховний Суд, тобто Касаційний адміністративний суд у складі Верховного Суду.

### Підсудність
Кодексом установлені предметна, територіальна й інстанційна підсудність адміністративних справ.
Адміністративні справи вирішуються адміністративним судом за місцезнаходженням відповідача, крім випадків, передбачених КАСУ.

## Принципи судочинства
Принципами здійснення правосуддя в адміністративних судах є верховенство права; рівність усіх учасників судового процесу перед законом і судом; гласність і відкритість судового процесу та його повне фіксування технічними засобами; змагальність сторін, диспозитивність та офіційне з'ясування всіх обставин у справі; обов'язковість судового рішення;; та інші.

## Учасники судового адміністративного процесу
А. Учасники справи, їх представники
1. сторони, їх представники
  1. позивачПозивачем в адміністративній справі можуть бути громадяни України, іноземці чи особи без громадянства, підприємства, установи, організації (юридичні особи), суб'єкти владних повноважень.
  2. відповідачВідповідачем в адміністративній справі є суб'єкт владних повноважень, якщо інше не встановлено Кодексом.
2. треті особи.

Представником у суді може бути адвокат або законний представник. Крім того, дозволене самопредставництво юридичної особи (через керівника або члена виконавчого органу, уповноваженого установчим документом, іншу особу, уповноважену діяти від її (його) імені відповідно до закону, статуту, положення, трудового договору (контракту)).
Б. Інші учасники судового адміністративного процесу
1. помічник судді
2. секретар судового засідання
3. судовий розпорядник
4. свідок
5. експерт
6. експерт з питань права
7. перекладач
8. спеціаліст.

## Основні положення адміністративного провадження

### Строк звернення до адміністративного суду. Адміністративний позов
Для звернення до адміністративного суду за захистом прав, свобод та інтересів особи встановлюється шестимісячний строк, який, якщо не встановлено інше, обчислюється з дня, коли особа дізналася або повинна була дізнатися про порушення своїх прав, свобод чи інтересів. Для звернення до адміністративного суду суб'єкта владних повноважень встановлюється тримісячний строк.
У позовній заяві позивач викладає свої вимоги щодо предмета спору та їх обґрунтування. Позовна заява подається в письмовій формі позивачем або особою, якій законом надано право звертатися до суду в інтересах інших осіб.
У відзиві відповідач викладає заперечення проти позову.
У відповіді на відзив позивач викладає свої пояснення, міркування та аргументи щодо наведених відповідачем у відзиві заперечень та мотиви їх визнання або відхилення.
У запереченні відповідач викладає свої пояснення, міркування та аргументи щодо наведених позивачем у відповіді на відзив пояснень, міркувань та аргументів і мотиви їх визнання або відхилення.
Третя особа може надати свої пояснення щодо позову або відзиву.

### Стадії адміністративного провадження
1. Пред'явлення позову
2. Відкриття провадження
3. Підготовче провадження
4. Врегулювання спору за участю судді *
5. Примирення сторін *
6. Розгляд справи по суті
  1. Відкриття розгляду справи по суті
  2. З'ясування обставин справи та дослідження доказів
  3. Судові дебати
  4. Вихід суду для ухвалення рішення
7. Проголошення судового рішення
8. Перегляд судового рішення *
  1. Апеляційне провадження
  2. Касаційне провадження
  3. Перегляд за нововиявленими обставинами
  4. Перегляд за виключними обставинами
9. Виконання судового рішення.

* — Необов'язкові стадії.
За правилами спрощеного позовного провадження розглядаються справи незначної складності. До таких належать т. зв. малозначні справи.

### Категорії справ, у яких провадження здійснюється з особливостями, встановленими Кодексом

#### Складні справи
- щодо оскарження нормативно-правових актів органів виконавчої влади, Верховної Ради Автономної Республіки Крим, органів місцевого самоврядування та інших суб'єктів владних повноважень
- щодо оскарження актів, дій чи бездіяльності Верховної Ради України, Президента України, Вищої ради правосуддя, Вищої кваліфікаційної комісії суддів України, Кваліфікаційно-дисциплінарної комісії прокурорів
- про примусове відчуження земельної ділянки, інших об'єктів нерухомого майна, що на ній розміщені, з мотивів суспільної необхідності

#### Термінові справи
- щодо оскарження рішень, дій або бездіяльності виборчих комісій, комісій з референдуму, членів цих комісій
- щодо уточнення списку виборців
- щодо оскарження рішень, дій або бездіяльності суб'єктів, які порушують законодавство про вибори та референдум
- щодо оскарження дій або бездіяльності кандидатів, їхніх довірених осіб, партії (блоку), інших суб'єктів виборчого процесу
- у справах, пов'язаних із виборами Президента України
- про встановлення обмеження щодо реалізації права на свободу мирних зібрань
- щодо гарантованого забезпечення потреб оборони
- за зверненням органів доходів і зборів (зупинення видаткових операцій платника податків, підтвердження обґрунтованості адміністративного арешту майна платника, стягнення коштів за податковим боргом тощо)
- щодо накладення арешту на активи, що пов'язані з фінансуванням тероризму та стосуються фінансових операцій, зупинених відповідно до рішення, прийнятого на підставі резолюцій Ради Безпеки ООН, зняття арешту з таких активів та надання доступу до них
- про дострокове припинення повноважень народного депутата України в разі невиконання ним вимог щодо несумісності
- з приводу рішень, дій чи бездіяльності суб'єктів владних повноважень щодо притягнення до адміністративної відповідальності
- з приводу рішень, дій або бездіяльності органу державної виконавчої служби, приватного виконавця
- з приводу затримання, примусового повернення чи примусового видворення іноземців або осіб без громадянства.

#### Зразкові і типові справи
Зразкові справи розглядає Верховний Суд як суд першої інстанції. Адміністративний суд, у провадженні якого перебувають типові адміністративні справи, кількість яких визначає доцільність ухвалення зразкового рішення, може звернутися до Верховного Суду з поданням про розгляд однієї з них як зразкової.
У рішенні суду в зразковій справі Верховний Суд зазначає ознаки типових справ та обставини, які обумовлюють типове застосування норм матеріального права та порядок застосування таких норм.
При ухваленні рішення у типовій справі, яка відповідає ознакам певної зразкової справи, суд має враховувати правові висновки Верховного Суду, викладені у рішенні в такій зразковій справі.